# Intempérie (nouvelle)
Pour les articles homonymes, voir Intempérie.
Intempérie est une nouvelle de six pages d’Anton Tchekhov.

## Historique
Intempérie est initialement publiée dans la revue russe Le Journal de Pétersbourg, numéro 154, du 8 juin 1887, sous le pseudonyme d'A. Tchekhonte. Aussi traduit en français sous le titre Mauvais Temps. 

## Résumé
Dans leur maison de campagne, Nadjeda attend son mari avec sa mère : Alexis Kvachine, son mari, est resté à la ville pour travailler. Soudain, elle est prise d’un doute et court à la ville pour vérifier. Elle apprend qu'Alexis n’est pas rentré depuis cinq jours dans leur appartement. Elle rentre furieuse à la maison de campagne.
Heureusement pour lui, Alexis, avant de se rendre à la maison de campagne, repasse chez lui et apprend la visite de sa femme. Aussi prépare-t-il un gros mensonge dès son arrivée, et ça passe, tout le monde est heureux. Alexis respire d'aise, il a compris, il pourra recommencer.

## Édition française
- Intempérie, traduit par Édouard Parayre, Bibliothèque de la Pléiade, Éditions Gallimard, 1970  (ISBN 2-07-010550-4)